# Cristina Maestre
Cristina Maestre Martín de Almagro (ur. 27 lipca 1975 w Ciudad Real) – hiszpańska polityk i samorządowiec, działaczka Hiszpańskiej Socjalistycznej Partii Robotniczej (PSOE), senator, posłanka do Parlamentu Europejskiego IX i X kadencji.

## Życiorys
Z zawodu pracownik socjalny, kształciła się na Universidad de Castilla-La Mancha. Dołączyła do Hiszpańskiej Socjalistycznej Partii Robotniczej. W 2003 została radną miejską w Daimiel, pełniła funkcję zastępczyni alkada. W kadencjach 2004–2008 i 2008–2011 zasiadała w hiszpańskim Senacie.
Pozostała aktywną działaczką PSOE we wspólnocie autonomicznej Kastylia-La Mancha. Wybierana do władze regionalnych partii, została zastępczynią jej sekretarza generalnego i rzeczniczką prasową. W wyborach w 2019 uzyskała mandat eurodeputowanej IX kadencji. Z powodzeniem ubiegała się o reelekcję w 2024.